# Commodore VIC-20
El Commodore VIC-20 (Commodore VC20 en Alemania, VIC-1001 en Japón) fue un ordenador doméstico de 8 bits fabricado y diseñado por Commodore Business Machines con 5 kB de RAM y una CPU MOS 6502. Tenía una forma similar al Commodore 64 y el C16, que fueron comercializados posteriormente. El VIC-20 fue lanzado en junio de 1980, cerca de 3 años después del primer computador personal de Commodore, el PET.

## Historia
A diferencia del PET, el VIC-20 intenta ser más un computador personal de bajo costo. El chip de video del VIC-20, denominado VIC (Video Interface Chip) se diseñó para ser utilizado en terminales de pantalla y juegos de consola baratos, pero Commodore no pudo encontrar mercado para el chip. Al mismo tiempo, Commodore tenía un exceso de provisión de chips de memoria de 1 kbit×4 SRAM. En abril de 1980, el presidente de Commodore, Jack Tramiel ordenó el desarrollo de una computadora que se pudiera vender por menos de US $300. Lo que había sido un exceso de piezas se convirtió en el VIC-20. Mientras que el PET fue vendido a través de distribuidores autorizados, el VIC-20 fue vendido primariamente al por menor, especialmente en tiendas de descuento y almacenes de juguetes, en donde podría competir más directamente con las consolas de juegos. Commodore sacó anuncios que mostraban como su portavoz, al actor William Shatner, el capitán Kirk de la famosa serie de TV Star Trek, preguntando, "¿por qué comprar solo un video juego?".
Aunque el VIC-20 fue criticado, en los artículos de las revistas, como de poca potencia, la estrategia funcionó: se convirtió en la primera computadora en vender más de 1 millón de unidades y fue la computadora mejor vendida de 1982. En su pico más alto de ventas fueron producidas 9000 unidades por día. Se vendieron un total de 2,5 millones de unidades, antes de que fuera descatalogado en enero de 1985, cuando Commodore colocó el C64 como su nueva computadora de nivel de entrada, debido al lanzamiento próximo del Commodore 128 y del Commodore Amiga. Este último lleva a Commodore al mundo de los 16 bits.
Debido a su pequeña memoria y sus gráficos de baja resolución, el VIC-20 fue utilizado sobre todo para software educativo y juegos. Sin embargo, también se hicieron para la máquina aplicaciones de productividad como programas financieros para el hogar, hojas cálculo, y programas de terminales de comunicación. Su alta accesibilidad al público general significó que algunos futuros desarrolladores de software fijaran su atención en el VIC-20, siendo introducidos a la programación en BASIC, y en algunos casos fueron más lejos y aprendieron ensamblador o lenguaje de máquina. Varias revistas, tales como Compute!, vendida en kioscos de periódicos, ofrecían listados de programas para el VIC-20, incluyendo una publicada por la misma Commodore. Muchos usuarios del VIC-20 aprendieron a programar introduciendo, estudiando, corriendo, y modificando estos programas.
La facilidad de programar el VIC y la disponibilidad de un módem barato se combinaron para dar al VIC una biblioteca importante de software de dominio público y freeware, aunque mucho menor en cantidad que el del C64. Este software era distribuido por servicios en línea tales como CompuServe, los BBS, y también a través de grupos de usuarios.
En cuanto a ofertas de software comercial, unos 300 títulos estaban disponibles en cartucho, y otros más de 500 títulos estaban disponibles en cinta. Por comparación, el Atari 2600, la más popular de las videoconsolas de ese entonces, tenía una biblioteca de cerca de 900 títulos. 
Los juegos de cartucho estaban listos para funcionar tan pronto como el VIC-20 fuera encendido, mientras que los juegos en cinta que requerían ser cargados. Títulos en cartucho incluyeron Gorf, Cosmic Cruncher, Sargon II Chess, y muchos otros.

## Descripción

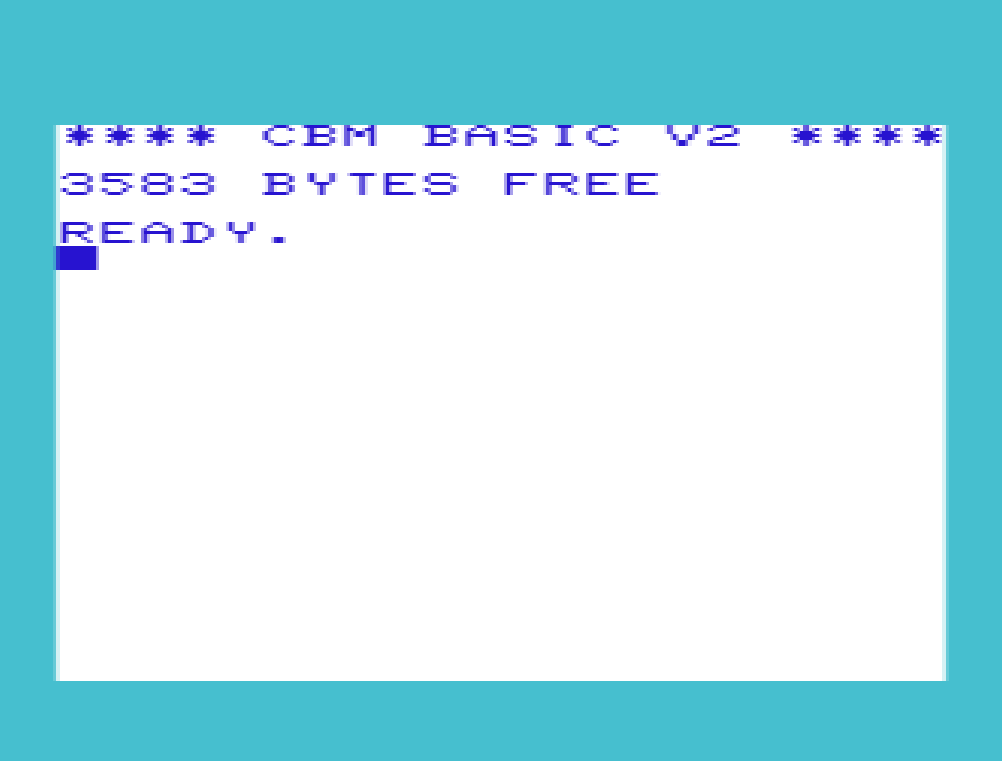
Bootsplash del Commodore VIC-20.

El VIC-20 tenía conectores propietarios para los cartuchos de programa y de expansión y de un driver (PET 'Dátasete') para el casete. Venía con 5 kB de RAM, pero 1.5 kB eran utilizados por el sistema para varias cosas, como la imagen en la pantalla de video (que tenía una disposición de pantalla bastante inusual de 22×23 caracteres por línea), y otros aspectos dinámicos del intérprete BASIC residente en ROM y el KERNAL, un sistema operativo de bajo nivel. Así, 3,5 kB (3583 bytes exactamente) de memoria del programa del BASIC para código y variables estaban disponibles para el usuario de una máquina sin expandir. El VIC-20 también tenía un bus serie (una versión serie del bus IEEE-488 del PET) para conectar, encadenadamente, la unidad de disco Commodore 1540, e impresoras. Un "puerto de usuario" de nivel TTL con señales RS-232 y Centronics, más frecuentemente usado como RS-232 para conectar un módem, y un solo puerto DE-9 para un Joystick compatible con las palancas de mando usadas en las videoconsolas de Atari, y más adelante en el C64.
La memoria RAM del VIC-20's era ampliable con cartuchos que se enchufaban usando el mismo puerto de expansión de los programas. Commodore y otros fabricantes ofrecían cajas de expansión de puertos para poder conectar más de un cartucho al mismo tiempo. Los cartuchos de memoria RAM estaban disponibles en varios tamaños: 3 k (con o sin una ampliación ROM del BASIC), 8 k, 16 k o 32 k, el último solamente de vendedores de terceras compañías. El mapa interno de memoria se reorganizaba con la adición de cada tamaño de cartucho, conduciendo a la situación que algunos programas funcionarían solamente si estaba presente la cantidad correcta de memoria. Para solucionar este problema, los cartuchos 32 k RAM tenían interruptores para permitir activar una cantidad determinada de RAM de acuerdo a las necesidades del usuario. La parte más visible de la memoria que era reorganizada con diferentes configuraciones de memoria de expansión era la memoria video (con texto o gráficos).

## Curiosidades
- El nombre "VIC" viene del chip de video (Video Interface Chip), que a pesar de su designación, también manejó toda la síntesis de sonido en el VIC-20. El chip sucesor del VIC, fue el VIC-II, que además de generar el video compuesto, también trabajaba en el refresco de la memoria RAM. Fue utilizado con gran éxito en el Commodore 64 o C64, una de las máquinas más vendidas, como también en la salida de vídeo dual de la C128, para los gráficos de vídeo compuesto de 40 columnas de esa computadora.

- Los primeros prototipos llevaban el nombre de MicroPET y posteriormente pasá a denominarse Vixen, pero este nombre era inadecuado en Alemania, el segundo mercado más importante de Commodore. El nombre VIC fue elegido posteriormente, teniendo un similar problema en el idioma alemán. Por lo tanto, finalmente el computador fue vendido en los países de habla alemana, como el VC-20 "Volkscomputer" como un obvio juego de palabras sobre el "Volkswagen" (Volks significa "para el pueblo").

- En Japón el VIC-20 fue comercializado como el VIC-1001 (1980).

- Los programas en BASIC corriendo en un VIC-20 completamente ampliado podían usar como máximo 24 k de RAM. Cualquier extra ocupaba el espacio de memoria usado por los cartuchos ROM, como por ejemplo, software comercial como juegos y otras aplicaciones. Esto permitió a la gente copiar cartuchos para grabarlos en casetes y distribuirlos a sus amigos, quienes entonces podían cargar la cinta en los 8 k superiores de sus 32 k RAM para ejecutarlos.

- Como anécdota para ilustrar la declaración de Commodore, que decía que el VIC-20 se podía utilizar no solamente para juegos sino también como introducción seria a la computación, se puede contar que a un joven finlandés llamado Linus Torvalds le fue dado un VIC-20 como su primera computadora. Con un vivo interés por aprender más, Torvalds se actualizó más adelante a un Sinclair QL, entonces a un PC 386, y el resto, como dicen, es historia...

- En el e-comic, Hackles, el personaje Hackles ensambla un robot basado en el VIC-20. El robot fue diseñado para ser un Battlebot (robot de batalla), pero desafortunadamente Hackles tenía poco dinero en efectivo cuando compró las piezas.